# Wujud
Wujūd (in arabo ﻭﺟﻮﺩ‎?) è una parola araba che di solito viene tradotta nel significato di esistenza, presenza, essere, sostanza, o entità. Tuttavia è nella religione dell'Islam, che tende ad assumere un significato più profondo. È stato detto che tutto ciò che guadagna il suo wujūd viene trovato o percepito da Dio.

## Visione Sufi
Nella tradizione sufi, il wujūd ha più che altro a che fare con il ritrovamento di Dio che l'esistenza di Dio. Anche se il wujūd è comunemente tradotto come "esistenza", il suo significato originale è "essere trovato". Questo "essere trovato" è talvolta descritto come la fase finale di fanāʾ in cui si è immerso nell'esistenza o nel ritrovamento di Dio, mentre tutto il resto è annientato.
(")
()
Il wujud infatti dipende interamente da Dio dato che le creature non hanno un principio di esistenza proprio. Ma ciò non significa che esse sono Dio, perché le cose sono altro da Dio. Un'ombra non può esistere indipendentemente dalla figura che la proietta, perché quest'ultima che la fa apparire e che per così dire le "presta" l'esistenza. Questo aspetto è fondamentale dato che sono sorte nel tempo delle false interpretazioni del wujud. Per chiarire meglio il senso è molto utile leggere un estratto chiarificatore del Trattato sull'unicità dell'esistenza di 'Abd al-Ghani al-Nabulusi:
()

## Relazione col Wajd
Wajd può essere tradotto come 'estasi'. Wujūd (che viene descritto come esistenzialità estatica, in questo caso) si dice che avvenga solo dopo essere andati oltre al wajd. In altre parole, l'estasi non porta ad altro che l'Essere.
Wajd e Wujūd possono essere meglio compresi pure nei termini del Tawḥīd. Tawḥīd (o dottrina dell'unicità di Dio) è descritta come un inizio e wujūd come fine, con wajd si diviene intermediari tra i due. Abū ʿAlī al-Daqqāq spiega ulteriormente: 
()
I sufi credono che chi sperimenta wajd riporta una certa conoscenza residua dall'oggetto della sua scoperta (wujūd). Inoltre, quando si ottiene la conoscenza per esperienza, bisogna tentare di trovare una contrazione per bilanciare. Se uno non riesce a farlo, si rimane a un livello inferiore di conoscenza.

## Visione filosofica
Abū l-Qasim al-Junayd riflette sull'esistenza spiegando: 
()
Egli afferma anche "Il wujūd (scoperta, esperienza, estasi, esistenza) del reale si verifica con la perdita di sé”
Il sé è un'altra importante parte dell'esistenza nella filosofia islamica. Molti sostengono che l'esistenza del sé sia la prova dell'esistenza di altro. Questo 'Altro' si dice sia l'unica Realtà, nel senso che "tutto ciò che 'è' diverso dall'Altro è inesistente.”

Come ʿAbd al-Karīm ibn Hawāzin al-Qushayrī dice: 
()
C'è anche l'idea che ci siano due tipi di Essere, corporale e spirituale. O, «uno che si muove e uno che provoca il movimento, attraverso il se stesso impassibile» Va inoltre notato che vi è una sorta di esistenza superiore nella comprensione nonché negli oggetti.

## Waḥdat al-wujūd
Waḥdat al-wujūd o 'unità dell'essere' può significare che «c'è un solo Essere, e che tutta l'esistenza non sia altro che la manifestazione o lo splendore esteriore di quell'Essere Unico».

## Citazioni
()
()